# Le Barbier de Séville (pel·lícula de 1904)
Le Barbier de Séville va ser una pel·lícula muda dirigida per Georges Méliès el 1904, basada en l'obra del mateix nom escrita en el segle xviii per Pierre Beaumarchais. Va ser presentada per Star Film Company i numerada com el film 606–625 en els seus catàlegs, on es va anunciar com a "comèdia burlesca" en 7 actes, segons Beaumarchais. Com diversos dels films de Méliès, es van produir dues pel·lícules més simultàniament amb el mateix títol: una versió de 22 minuts i una altra encara més abreujada.
En 1904, quan Méliès va produir la seva pel·lícula Damnation du docteur Faust, també va realitzar una versió especial del El Barber de Sevilla, adaptat de la coneguda òpera de Rossini. Com altres pel·lícules de Méliès (com Le Voyage dans la Lune, Le Voyage à travers l'impossible, El regne de les fades, i Le Rêve du radjah ou la Forêt enchantée), algunes dels enregistraments van ser individualment acolorides a mà i venudes més cares.